# Зангиев, Аслан Юрьевич
Аслан Юрьевич Зангиев (14 декабря 1970) — советский и российский футболист, защитник, полузащитник.
2 мая 1988 дебютировал за «Памир» Душанбе в гостевом матче 1/64 финала Кубка СССР против СКА Хабаровск (0:1). В 1989 году сыграл четыре матча в Кубке Федерации, забил единственный гол в ответном матче с «Динамо» Тбилиси и один матч — в Кубке СССР. 30 июля 1990 провёл единственный матч за команду в чемпионате — в гостевой игре 17 тура против «Шахтёра» вышел на замену на последней минуте. В 1991 году сыграл 30 матчей, забил три гола за «Автодор» Владикавказ во второй низшей лиге. 12 июля провёл матч высшей лиги в составе «Спартака» Владикавказ против «Черноморца» (1:2).
В дальнейшем выступал за команды низших лиг первенства России «Спартак» Анапа (1992—1994, 1996—1997), «Кубань» Славянск-на-Кубани (1994), «Автодор-БМК» (1995), «Кавказкабель» Прохладный (1997), «Витязь» Крымск (1998—2000), «Спартак» Рязань (1999).